# Kościół Ewangeliczny w RP
Kościół Ewangeliczny w Rzeczypospolitej Polskiej – chrześcijański kościół protestancki o charakterze ewangelikalnym. W 2007 roku liczył około 200 członków, 8 osób duchownych i 3 zbory.

## Historia
Wywodzi się z ruchu ewangelicznych chrześcijan mającego początek w XIX wieku założonego w Rosji przez Jana Prochanowa. Powstał w kwietniu 2003 roku ze struktur Kościoła Ewangelicznych Chrześcijan.

## Teologia
Teologia Kościoła w głównych punktach opiera się o doktryny teologii ewangelikalnej. Wyznawana jest wiara w nieomylność Pisma Świętego składającego się z 66 ksiąg, Trójcę Świętą, boskość i człowieczeństwo Jezusa Chrystusa, jego śmierć za grzechy ludzkości, jego zmartwychwstanie, jego wniebowstąpienie i jego powtórne przyjście, wieczne życie oraz wieczne potępienie. Przyjmowane są dwa ustanowienia (sakramenty): chrzest przez zanurzenie osób świadomie wierzących oraz Wieczerza Pańska pojmowana jako pamiątka ofiary Chrystusa (memorializm). Ponadto uznawane jest powszechne kapłaństwo wierzących.

## Struktura
Kościół działa w oparciu o statut. Najwyższymi jego organami są Synod, Rada Kościoła oraz Komisja Rewizyjna. Podstawową jednostką organizacyjną jest zbór, a pomocniczymi – agendy. Przewodniczącym Rady Kościoła jest Daniel Cichocki. W rejestrze Kościołów i Związków Wyznaniowych Ministerstwa Spraw Wewnętrznych i Administracji wpisany jest w dziale A, pod numerem 154. Do Kościoła należy mniej niż stu członków i sympatyków.

## Jednostki organizacyjne
- zbór:
  - zbór Społeczność Chrześcijańska Fordon w Bydgoszczy na Fordonie (od kwietnia 2009 roku)
- agendy:
  - Seminarium Kościoła Ewangelicznego w RP – zaoczne
  - Teatr Pantomimy „Dar”
  - Misja Więzienna „Droga”